# Ахмедов, Бегижан Махмудович
Ахмедов Бегижан Махмудович  (узб. Аҳмедов Бегижон Маҳмудович ); 21 сентября 1958 года,  город Ош, Ошская область, Киргизская ССР,  –    писатель, поэт, переводчик, историк,  исследователь суфийских учений, эксперт-аналитик по противодействию  религиозному экстремизму и терроризму, общественный деятель. Заслуженный деятель культуры Кыргызской Республики (2024).

## Биография
Родился в семье историка-интеллектуала. После окончания школы в г. Ош, поступил на  исторический факультет Ташкентского госпединститута имени Низами, которую завершил с отличием в 1979 году. Два года работал в сш. имени Л.Н.Толстого в качестве учителя истории и обществоведения. 
С 1981 до 2010 г.г. служил в органах  национальной безопасности Кыргызской Республики. Прошёл ступени службы от оперативного работника до Советника Председателя ГКНБ КР.  Полковник запаса.
Окончил аспирантуру Дипломатической Академии  МИД КР.  Повышал квалификацию в специализированных академиях Российской Федерации и Арабской Республики Египет.
С 2012 до 2015 г.г.  – председатель редакционного совета и соучредитель  республиканской узбекскоязычной газеты «Олам»-«Аалам», издававшейся в г.Бишкеке.
С 2018 года по 2021 г.г. -  Советник директора Государственного агентства при Правительстве КР по делам местного самоуправления и межэтнических отношений.
Генеральный директор Международного научно-просветительского центра по исследованию истории культур, цивилизаций и религий имени Руми ("Фонда Руми").
Советник президента Международного Иссык-Кульского форма имени Чингиза Айтматова.
Советник председателя - член президиума узбекского культурного центра Кыргызской Республики.
Исполнительный директор общества дружбы Кыргызстан-Узбекистан.
Вице-президент общества дружбы Кыргызстан-Иран.
Руководитель представительства Международного Фонда имени Бабура в Кыргызстане.
Член Правления Национального союза писателей Кыргызстана. 
Почётный член Союза писателей Узбекистана и Союза писателей Азербайджана. 

## Творчество
Автор более десяти книг, 300 статей, трех учебно-методических пособий, 17 исторических повестей о жизни и деятельности мыслителей Кыргызстана в т.ч. выдающихся ученых, просветителей, писателей,  ученых, поэтов, богословов, святых праведников и т.д. Всего издано 21 книг Б.Ахмедова на десяти языках мира.
Книга "Дербиш", переведенная Маркабаем Ааматовым на кыргызский язык, совместным решением Национального союза писателей Кыргызстана и Международного Иссык-Кульского форма имени Чингиза Айтматова в Кыргызстане признана "Лучшей книгой 2020 года".
На Международном конкурсе «Книга года: Сибирь-Евразия 2022» (г. Новосибирск)  роман «Странник»  включен в ТОП-5 «Лучших изданий художественной литературы», отмечена тремя сертификатами.
Книги Ахмедова Б.М.  издаются на разных языках народов мира.  Философско-приключенческий роман «Странник» ("Сайёх", "Дербиш", "The Wanderer" и т.д.) переведен  десять языков мира. Презентации произведений Б.Ахмедова состоялась в  г.г. Брюссель, Нью-Йорк, Орландо, Атланта, Новосибирск, Баку, Ташкент, Бишкек, Ош, Андижан и других городах.  Член ряда отечественных и зарубежных творческих союзов: член правления Национального Союза писателей Кыргызской Республики (2016), член Союза писателей Республики Узбекистан (2021), Союза журналистов Кыргызской Республики (2006).  Евразийской творческой Гильдии (Лондон, 2018),  Международного Фонда имени Бабура (Узбекистан).
В   2019 и 2024 г.г. на ХV и ХVI съездах НСП КР  избирался членом Правления  Национального Союза писателей Кыргызстана.
Автор сценария документального фильма «Духовный наркотик». Автор пьесы «Джалаледдин Руми» о жизни и философском воззрении выдающегося восточного мыслителя XIII века.  Автор слов  ряда песен в т.ч. песни-гимна дружбы “Кыргыз-озбек бир тууган”,  “Ширин орзулар”, “Набира”, “Муганний муножоти” и т.д..
Роман Б.Ахмедова  "Дербиш", переведенная Маркабаем Ааматовым на кыргызский язык, совместным решением Национального союза писателей Кыргызстана и Международного Иссык-Кульского форма имени Чингиза Айтматова признана "Лучшей книгой 2020 года".
На Международном конкурсе «Книга года: Сибирь-Евразия 2022», проведенном в г. Новосибирске,  роман «Странник»  включен в ТОП-5 «Лучших изданий художественной литературы».
Часть произведений Бегижана Ахмедова изданы в литературных журналах Узбекистана и Таджикистана.  Более тридцати видных писателей, ученых, поэтов, драматургов, редакторов изданий Азербайджана, Египта, Узбекистана, Великобритании, США, Таджикистана, Казахстана и Кыргызстана опубликовали рецензии на книгу “Дербиш” (“Странник”).
В качестве поэта - переводчика, перевел стихотворения народного поэта Кыргызской Республики Эсенгуль Ибраева, которая издана на узбекском языке. 

## Научно-просветительская деятельность
Бегижан Ахмедов автор более 300 статей  и  интервью в СМИ, ТВ и радио, опубликованных в Кыргызстане и за рубежом, а также 22 научных исследований, изданных  в академических изданиях и по исламскому фундаментализму, философии восточных религий, исламским течениям, суфизму, исследованиям генезиса религиозного экстремизма, о великих гуманистах, мыслителях, о необходимости межцивилизационного, межконфессионального и межкультурного диалога и  дружбе народов и т.д..
Принял участие в работе более 50 международных форумов, республиканских научно-практических конференций и круглых столов, посвященных  проблемам миростроительства, культурологии, истории, исламской религии, борьбы с международным терроризмом и т.д..
Выступал с докладами по указанным темам в Бишкекском государственном университете, Ташкентском госуниверситете имени Улугбека, Исламском Центре имени Аль Бухари (США),  Андижанском Государственном университете имени Бабура, Восточном университете имени Махмуда Кашгари-Барскани, Ошском государственном университете, Кыргызском  архитектурно - строительном университете, Академии сельского хозяйства, Международном Кыргызско-Турецком университете имени Ата Тюрка, Педагогическом университете имени Арабаева, Исламском университете Кыргызстана,  государственном университете, Ошском педагогическом институте, Кыргызском национальном университете имени Жусупа Баласагына,   более двадцати лицеях, медресе и средних школах.
Статьи Ахмедова Б.М. кроме академических и научно-популярных изданий в Кыргызстане также опубликованы в журналах Великобритании, Кувейта, Египта, Казахстана, Таджикистана, Узбекистана и других стран.

## Общественная деятельность
В качестве общественного деятеля проводит активную деятельность по укрепления мира,  стабильности,  межэтнического согласия и дружбы народов в Кыргызстане, Евразийском пространстве и в целом, в мире. Выступает за развитие диалогов культур, цивилизаций, религий и народов мира, воссоздание «Ассамблеи культур народов Центральной Азии», которая была образована по инициативе великого писателя Чингиза Айтматова.
Как руководитель ряда общественных оргкомитетов историк Бегижан Ахмедов инициировал  увековечение памяти героев и участников Великой Отечественной войны. В частности, по его инициативе в 2015 году на «Аллее героев» в центральной площади города Ош установлен бюст полного кавалера орденов «Славы» Абдурашида Парпиева.
В марте 2021 года по инициативе Ахмедова Б.М. в г.Джалал-Абад улица Базар-Коргонская переименована в честь дважды кавалера орденов славы - героя Великой Отечественной войны, гвардии сержанта Ховара Исмаилова.
Писатель и общественный деятель Ахмедов Б.М. включен в энциклопедический сборник «Во имя процветания Родины» о выдающихся представителях этнических узбеков Кыргызстана.
В 2003 году избран Почетным президентом центральноазиатской федерации восточных видов единоборств.
Руководитель представительства Международного Фонда имени Бабура в Кыргызской Республике,
Вице-президент  общества  дружбы  «Кыргызстан-Иран»,
Член президиума Узбекского национально-культурного центра Кыргызстана, ряда других  общественных организаций.
Исполнительный директор Общества дружбы "Кыргызстан-Узбекистан".

## Избранные произведения и переводы Ахмедова Б.М.
«Гулистон кунгиллар ифори», на узбекском языке.
«Кыргызстан-олуялар мекени», на киргизском языке.
«Ойчулдар гул багы»,  на киргизском языке.
«Тафаккур бустони», на узбекском языке.
«Капалаклар ракси», перевод стихотворений народного поэта Кыргызстана Эсенгуля Ибраева на узбекский язык.
«Записки ветерана», учебно-методическое пособие, на русском языке.
«Дафтар четидаги битиклар», на узбекском языке.
«Сайёх», на узбекском языке.
«Дербиш», на киргизском языке.
«Странник» на русском языке.
«Эзгулик гулшани», учебно-методическое пособие, в соавторстве с учеными АГУ имени Бабура, на узбекском языке,
"Солик", на таджикском языке.
"Сиражиддин улуу Салахуддин ал-Оши корунукту аалым, аалым илимий жана руханий методикасы жана эл ааралык таасири" ("Духовная методика и международное влияние выдающегося ученого Сиражаддина уулу Салахуддина ал-Оши"), научно-методическое пособие в соавторстве  профессором Билял Учаром (Турция) и ученой Саадат Муратовой (Кыргызстан) на киргизском и турецком языках.
"The Wanderer", на английском языке.
"Аль Муртахиль", на арабском языке.
"Махбуснинг кундалиги" ("Дневник заключённого") перевод стихотворного сборника Хо Ши Мина на узбекский язык.
"Раккос капалаклар", совместный перевод сборника стихотворений Э.Ибраева на узбекский язык (совместно с профессором Б.Рахмоновым) и т.д..
"Ойдан парча олган олим" (2024).
"Книга памяти узбеков-жертв сталинский репрессий в Кыргызстане" в соавторстве с Б.Абдрахмановым (2024).

## Награды и премии
Почетная Грамота Кыргызской Республики (2003).
Медаль «Данк»  ("Слава"), 2019, Кыргызская Республика.
Заслуженный деятель культуры Кыргызской Республики (2024)
«Отличник культуры Кыргызской Республики» (2019).
Орден мужества (Фонд при Межпарламентской ассамблеи стран-участниц СНГ (РФ, 2023).
Медаль "Халклар дустлиги" ("Дружба народов"), КМОДС при Правительстве Республики Узбекистан, 2021).
Медаль "30 летия независимости Республики Узбекистан. За вклад в узбекскую литературу, укрепление культурно-гуманитарных связей и дружбы народов. (Республика Узбекистан, 2021).
Золотая медаль «За заслуги» Национального Союза писателей Кыргызстана (2018).
Медаль Чингиза Айтматова (Международный Иссык-Кульский Форум имени Ч.Айтматова, (2023).
За вклад в пропаганду идей гуманизма и интернационализма, духовной культуры укрепление дружбы народов и успехи в литературной области награждён дипломами  и премиями:
Фонда имени Курманжана Датка (Кыргызстан, 2016).
Международного Фонда имени Бабура (Узбекистан, 2019).
"Почётный член Союза писателей Республики Узбекистан" (2021).
"Почётный профессор Андижанского государственного университета имени Бабура" (Узбекистан, 2021).   	
"Почётный профессор Международного Кувейтского университета. (2023).      	
В рамках Х Открытого литературного фестиваля Евразийской творческой гильдии (Лондон) награжден  дипломом лауреата премии Международной ассоциации «Генералы мира за мир» (2021).     	
Ведомственные медали и грамоты. Почетные грамоты КГБ СССР, МНБ-ГКНБ КР, Ошской областной госадминистрации, УНКЦ КР и других инстанций.     	
«Заслуженный ветеран органов национальной безопасности Кыргызской Республики» (2019).     	
Почётный президент Центральноазиатской федерации восточных видов единоборств (2003).     	
Редакция киргизскоязычной республиканской общественно-политической газеты «Ачык соз» объявила  Ахмедова Б.М. «Человеком года» в номинации «Мыслитель 2019 года».     	     	
ДОКУМЕНТАЛЬНЫЕ ФИЛЬМЫ И ПРОГРАММЫ о жизни и творчестве писателя и общественного деятеля Бегижана Ахмедова:
ГТРК «ЭлТР» - «Мен Кыргызстандыкмын», https://www.youtube.com/watch?v=GreXvVqYKQ8&t=309s
ТРК «Ынтымак», «Аброй» - https://www.youtube.com/watch?v=LHNMZnIq6LY&t=318s
Интервью о произведениях и деятельности Б.Ахмедова по укреплению культурных связей  КР с другими странами:
ТРК Ынтымак» https://www.youtube.com/watch?v=LCdkg7WoV10&t=2177s
ТРК «Ошпирим» - https://www.youtube.com/watch?v=mp9C_RzxfwU&t=1336s
ТРК «НурТВ» - https://www.youtube.com/watch?v=IiZoSHb9hX8&t=311s